# Cerapachys sudanensis
Cerapachys sudanensis är en myrart som beskrevs av Weber 1942. Cerapachys sudanensis ingår i släktet Cerapachys och familjen myror. Inga underarter finns listade i Catalogue of Life.